# Battlefield 3
Battlefield 3 (často označován pod zkratkou BF3) je akční FPS videohra. Byla vytvořena firmou EA Digital Illusions CE a vydána společností Electronic Arts. Hra podporuje rozhraní DirectX 10 a 11, tudíž ji nelze spustit na operačním systému Windows XP, ale pouze na novějším. Hra je zaměřena spíše na počítačové hráče, kteří mají oproti konzolovým některé malé výhody (větší počet hráčů na jedné mapě). Díky novému enginu Frostbite 2 vypadá grafika lépe. K tomu přispívá i použití ANT technologie animace postav, kterou již používá Electronic Arts ve hrách jako je FIFA.

## Hra
Hra se zaměřuje převážně na multiplayer. Přesto je možnost hrát i kampaň pro jednoho hráče, která ale nedosahuje takového rozsahu jako čistě singleplayerové hry. Ve hře proti sobě stojí většinou vojáci Ruska a USA.

### Beta verze
30. července 2010 EA oznámili, že limitovaná edice hry Medal of Honor bude obsahovat pozvánku do betaverze Battlefieldu 3. Na E3 2011 poté oznámili, že otevřená betaverze začne v září téhož roku.

### Hratelné třídy (výstroj)
V multiplayeru je možné vybrat si ze čtyř hratelných tříd, kde se každá hodí na jiný typ boje a do jiného prostředí.
- Assault (útočník) je určen do první linie. Jako výbavu si může vybrat z velkého množství útočných pušek. Jako speciální vybavení si může vybrat lékárničku, granátomet nebo podhlavňovou brokovnici. Také jako jediný může oživovat padlé spolubojovníky pomocí defibrilátoru.
- Engineer (ženista) je předurčen k likvidaci nepřátelské bojové techniky. Jeho vybavení se skládá z karabiny, raketometu a protitankových min nebo sady na opravování poškozených vozidel. Také se může vybavit ženijním robotem, který může opravovat techniku pomocí dálkového ovládání.
- Support (podpora) podporuje své spolubojovníky zejména potlačovací palbou a dodávkou munice. Jako hlavní zbraň používá lehké kulomety. Dále může být vybaven minometem, s jehož pomocí lze prorazit leckterou obrannou linii.
- Recon (průzkumník) je odstřelovač. Jako hlavní zbraň používá odstřelovací pušky. Může být vybaven také detektorem pohybu blízkých nepřátel nebo laserovým zaměřovačem vozidel.

### Zbraně (výzbroj)
Ve hře je obrovské množství zbraní, které se podle vlastností dělí do několika tříd: (útočné pušky, karabiny, pistole, brokovnice, zbraně osobní obrany, lehké kulomety a odstřelovací pušky). Všechny tyto třídy se (kromě pistolí) nazývají souhrnně hlavní zbraně; pistole je zbraň vedlejší. Dále jsou zde zbraně speciální (většinou použitelné jen danou třídou) jako jsou raketomety, granátomety a podhlavňové brokovnice. Každý hráč má navíc v základní výbavě jeden granát a nůž.
Vybavení každého hráče se tedy skládá z hlavní zbraně, pistole, speciálního vybavení, granátu, nože a volbě specializace. Různorodost vzhledu hráčů zajišťuje velké množství kamuflážových vzorů. Každá hlavní zbraň má množství vylepšení (různé puškohledy, kolimátory, dvounožky, laserové zaměřovače, tlumič…), které se postupně odemykají po dosažení určitého počtu zabití s danou zbraní. Nové zbraně se odemykají po dosažení nových úrovní (zbraně pro všechny třídy), po dosažení nové úrovně určité třídy (zbraně pouze pro tuto danou třídu) nebo po dosažení určitého skóre v kooperativním režimu (zbraně pro všechny třídy).

### Kamufláž
Nové kamuflážové vzory se odemykají po dosažení nových úrovní. Každý kamuflážový vzor má vždy svoji ruskou a USA verzi.

### Bojová technika
Ve hře je také spousta vojenské techniky. Pro vojenskou techniku je možno také odemykat nové vybavení (např. tank lze vybavit detektorem pohybu, kouřovými světlicemi, atp.). Vozidla jsou rozdělena do několika kategorií: hlavní bojové tanky, BVP, bojové a průzkumné vrtulníky, stíhací letouny, stíhače tanků, mobilní dělostřelectvo a stacionární zbraně.

### Specializace
S postupem na další úrovně se odemykají nové specializace, které přímo ovlivňují váš výkon na bojišti. Zpočátku jsou to pouze specializace pro jednotlivce (tedy pro Vás), později se tyto specializace mění a jsou pro celé družstvo. Specializace jsou následující:
- Granáty – zvyšuje počet granátů, které hráč má u sebe.
- Krycí – snižuje účinek nepřátelské potlačovací palby.
- Potlačovací – zvyšuje účinek přátelské potlačovací palby.
- Munice – zvyšuje počet nábojů, které má hráč u sebe.
- Běh – zvyšuje rychlost běhu.
- Šrapnel – zvyšuje odolnost proti výbuchům.
- Výbušniny – zvyšuje počet raket (protitankových, protileteckých), které hráč může u sebe nést.

## Herní módy
- Conquest – spočívá v zabírání kontrolních bodů. Oba týmy začínají se stejným počtem žetonů, za každé znovunarození vojáka se týmu odečte jeden žeton. Tým, který jako první dosáhne nuly, prohrává. Pokud jeden z týmů ovládá více než polovinu kontrolních bodů, druhý tým začne ztrácet žetony.
- Conquest Assault – tento mód je podobný klasickému Conquestu s rozdílem, že na začátku má jeden z týmů zabrány všechny vlajky. Pokud druhý tým dobije všechny vlajky, okamžitě končí hra, protože první tým nemá základnu, kde by se mohli hráči zrodit.
- Rush – hráči se rozdělí na útočníky a obránce. Útočníci mají za úkol položit nálože na vyznačená místa, pokud se jim to podaří, otevírá se další část mapy s novými cíli. Takto postupují, dokud nezničí všechny cíle nebo dokud jim nedojdou žetony. Obránci v této hře žetony nemají.
- Team Deathmatch – na malé mapě se střetnou dva týmy, vyhrává ten, který jako první dosáhne určeného počtu zabití.
- Gun Master – každý hráč dostane zbraň se kterou musí zabít 2 nepřátele poté se mu odemkne další zbraň. Hra končí když jeden z hráčů odemkne všechny zbraně a nakonec zabije nožem.
- Tank Superiority – na rozlehlé mapě se střetne až 16 obrněných vozidel. Vítězí tým který jako první dosáhne požadovaného počtu zabití.
- Scavenger – tento mód se podobá režimu Team Deathmatch. Hráči začínají pouze s nožem, pistolí, granátem a silnější zbraně musí najít na mapě.
- Capture the Flag – tým musí ukořistit nepřátelskou vlajku a dostat jí na základnu, ale pokud nepřátelé mají vaši vlajku, bod nedostanete do té doby, dokud vaše vlajka nebude vrácena na základnu
- Air Superiority – celá hra se odehrává pouze ve vzdušném prostoru. V módu je možné používat pouze stíhací letouny. Vítězí tým který jako první dosáhne požadovaného počtu zabití.
- Kooperativní hra – ve dvou hráčích plníte různé úkoly. K dispozici je celkem 6 misí na tři stupně obtížnosti.

Mód Rush má svůj pod-mód: Squad Rush – 2 týmy z nichž každý obsahuje maximálně jednu četu (4 hráči na každé straně).
Mód Team Deathmatch obsahuje také pod-mód: Squad Deathmatch – ve hře jsou 4 týmy (každý po maximálně 4 hráčích). Podmínka vítězství týmu (čety) je stejná jako při klasickém Team Deathmatch.

## Ocenění
Ve hře lze získávat ocenění v podobě stuh, hvězd, medailí nebo psích známek. Doba potřebná k jejich získání se pohybuje od pár hodin po několik měsíců hraní.
- Servisní hvězda – uděluje se za dosažení maximální úrovně s danou třídou, poté za každé další získání zkušeností potřebných na dosažení maximální úrovně (např. pro útočníka to znamená za každých 220 000 zkušeností)
- Služební hvězda – uděluje se za každých sto zabití s určitou zbraní, je to ocenění dovednosti s danou zbraní.
- Stuha – je ocenění za dobrý výkon během jednoho kola (např. 5 zásahů do hlavy, 7 zabití pomocí lehkého kulometu, atp.)
- Medaile – je ocenění za dlouhodobé služby. Většinou je odměnou za získání 50 stuh daného druhu(např. Medaile útočné pušky je udělena za 50 stuh mistrovství s útočnou puškou), popřípadě za odehraný čas (odehrát 100 hodin za USA/Rusko).
- Psí známka – je vizitka vojáka; když někoho zabijete, zobrazí se vám jeho psí známky. Dají se získat za nejrůznější činnosti (např. 10 stuh mistrovství s brokovnicí, povýšení, 5 služebních hvězd určité zbraně, 100 servisních hvězd v dané třídě atp.).

## Hrdinové kampaně
V kampani jsou celkem čtyři postavy za které budete hrát.
- Seržant Henry Blackburn (US) – Budete za něj hrát ve většině misí. Člen americké námořní pěchoty
- Seržant Jonathan Miller (US) – Americký tankista. Objevuje se ve dvou misích (Thunder Run, Nezaleknu se zla). Je veřejně popraven PLR před kamerou.
- Dimitrij "Dima" Majakovskij (RU) – Agent tajné ruské služby GRU. Objevuje se ve dvou misích(Soudruzi,Kaffarov)
- Poručík Jeniffer Colby Hawkinsková (US)- Příslušnice amerického válečného letectva. Objevuje se v jedné misi (Na lov).

## Mapy

### Hlavní mapy
- Kaspická hranice (Caspian Border) - je velká zalesněná mapa. Není ideální pro snipery protože na mapě se nachází mnoho obrněné techniky.
- Damávand (Damavand Peak) - je velká mapa v horské zóně. Je vhodná pro snipery a to i v módu Deathmatch.
- Velký bazar (Grand Bazaar)
- Ostrov Kharg (Kharg Island)
- Nosharské kanály (Noshahr Canals)
- Operace Firestorm (Operation Firestorm)
- Operace Metro (Operation Métro)
- Přechod přes Seinu (Seine Crossing)
- Teheránská dálnice (Teheran Highway)

### Back to Karkand
- Ománský záliv (Gulf of Oman)
- Poloostrov Sharqi (Sharqi Peninsula)
- Útok na Karkand (Strike at Karkand)
- Ostrov Wake (Wake Island)

### Close Quarters
- Pevnost Donya (Donya Fortess)
- Operace 925 (Operation 925)
- Tovární haly (Scrapmetal)
- Věž Ziba (Ziba Tower)

### Armored Kill
- Pohoří (Alborz Moutain)
- Obrněný štít (Armored Shield)
- Bandárská poušť (Bandar Desert)
- Údolí smrti (Death Valley)

### Aftermatch
- Palác Azádí (Azadi Palace)
- Epicentrum (Epicenter)
- Monolit Markaz (Markaz Market)
- Tržiště Talah (Talah Market)

### Endgame
- Kasiarská križovatka (Kiasar Railroad)
- Nebandánská pláň (Nebandan Flats)
- Operace Riverside (Operation Riverside)
- Ropovod Sabalán (Sabalan Pipeline)

## Datadisky

### Back to Karkand
- První datadisk do hry Battlefield 3 s názvem Back to Karkand.
- Byl vydán 6. prosince 2011 pro PS3 a 13. prosince 2011 pro PC a Xbox 360.
- Datadisk přidává čtyři předělané mapy z Battlefield 2, tři nové vozy a deset nových zbraní.

### Close Quarters
- Druhý datadisk do hry Battlefield 3 s názvem Close Quarters.
- Byl vydán 19. června 2012 pro PS3 a 26. června 2012 pro PC a Xbox 360.
- Datadisk přidává čtyři nové, pěchotně orientované mapy, deset nových zbraní, HD destrukce, nové úkoly, nové Dogtags a nový herní mód Conquest Dominance.

### Armored Kill
- Třetí datadisk do hry Battlefield 3 s názvem Armored Kill.
- Byl vydán 4. září 2012 pro PS3 a 11. září 2012 pro PC a Xbox 360 - prémioví uživatelé.
- 18. září 2012 pro PS3 a 25. září 2012 pro PC a Xbox 360 - neprémioví uživatelé.
- Datadisk přidává nové vozy (tanky, čtyřkolky, mobilní dělostřelectvo) a nové, vozově orientované mapy.

### Aftermath
- Čtvrtý datadisk do hry Battlefield 3 s názvem Aftermath.
- Byl vydán 27. listopadu 2012 pro PS3 a 4. prosince 2012 pro PC a Xbox 360 - prémioví uživatelé.
- 11. prosince 2012 pro PS3 a 18. prosince 2012 pro PC a Xbox 360 - neprémioví uživatelé.
- Datadisk přidává nové mapy, vozy, achievementy, ... a úplně novou zbraň XBOW.

### End Game
- Pátý datadisk do hry Battlefield 3 s názvem End Game.
- Byl vydán 5. března 2013 pro PS3 a 12. března 2013 pro PC a Xbox 360 - prémioví uživatelé.
- 19. března 2013 pro PS3 a 26. března 2013 pro PC a Xbox 360 - neprémioví uživatelé.
- Datadisk přidává nové mapy, vozy, achievementy, ... .

## Média
EA Digital Illusions CE. Battlefield 3. Svazek Microsoft Windows. [s.l.]: Electronic Arts, 2011-10-25.